# Будинок на вулиці Вірменській, 33 (Львів)
Будинок на вулиці Вірменській, 33 (конскрипційний № 129; інша адреса — вул. Лесі Українки, 36) — житловий будинок XVII століття, пам'ятка архітектури національного значення (охоронний № 1258). Розташований в історичному центрі Львова, на вулиці Вірменській.

## Історія
У першій половині XVIII століття на місці сучасного будинку № 33 стояла кам'яниця Давидовичівська, яку в середині того ж XVIII століття повністю перебудував Адам Даровський, подільський підсудок земський. З XIX столітті кам'яниця була чиншовою, тобто приміщення в ній здавалися в оренду, і навіть, незважаючи на заборону міської влади, винаймалися підвали. В останній третині XIX століття будинок перебував у вкрай занедбаному стані, львівський магістрат вимагав від власників будинку відновлення покрівлі, сходів і туалетів, тому в 1887 році була проведена повна реконструкція будинку, в рамках якої його фасад оформили у стилі історизму. У 1903 році задля кращого освітлення перебудували сіни головного входу з боку вулиці Лесі Українки.
Станом на 1871 рік власниками будинку значилися Владислав та Ізабелла Дишкевичі, у 1889 році — Втініслав і Йоанна Платовські, у 1916 році — Рифка Брот, у 1934 році — Айзіґ Брек.
Восени 2004 року році на першому поверсі будинку відкрилася художня галерея «Три корони».

## Опис
Будинок триповерховий, чотирикутний у плані, цегляний, тинькований. Займає цілу ділянку між вулицями Вірменською та Лесі Українки, головний фасад виходить на Вірменську, а тильний, на якому облаштований головний вхід до будинку, — на вулицю Лесі Українки.
Головний фасад симетричний, на чотири вікна, які зсунуті від центральної осі до країв, завершується вінцевим карнизом із фризом.
Перший поверх тинькований під лінійний руст, завершений карнизом, який горизонтально розчленовує фасад, трохи праворуч від центральної осі фасаду розташований вхід до нежитлових приміщень першого поверху. Вікна цього поверху прості, прямокутні, без декору, розташовані на різних рівнях через незначний ухил вулиці, обабіч другого зліва вікна — дві круглі ніші в профільованих обрамуваннях.
Вікна другого поверху прикрашені сандриками, у лівій половині фасаду — одним великим трикутним, у правій половині — поличковими. На центральній осі, між другим і третім вікнами вміщено прикрашену пілястрами нішу з арковим завершенням, що стоїть на масивних імпостах, та замковим каменем. У ніші стоїть фігура Святого Христофора, яку відновили у 2008 році.
На третьому поверсі вікна облямовані скромними лиштвами, між другим і третім вікнами розташована невелика рельєфна рамка, декорована зверху трапецієподібним замковим каменем, знизу по кутках — гутами. В рамці розміщена табличка із монограмою «R.P.» і датою «1887» — роком реконструкції будинку.
Тильний фасад, що виходить на вулицю Лесі Українки, — п'ятивіконний, дещо несиметричний, декорований скромніше. Перший поверх прикрашений дощатим рустом, трохи ліворуч від центральної осі розташований головний вхід до будинку. Вхідні двері дерев'яні, двостулкові, зі світликом. Вікна прямокутні, на першому поверсі — без декору, на другому — прикрашені поличковими сандриками і профільованим обрамуванням, на третьому — обрамовані простими лиштвами і прикрашені замковими каменями. На центральній осі, на другому поверсі — балкон, огороджений металевою ажурною решіткою із рослинним орнаментом, виріз балконних дверей увінчаний трикутним сандриком.
В інтер'єрі будинку збереглися дерев'яні, з огорожею на точених балясинах, двомаршові сходи, що освітлюються через верхній світловий ліхтар.

## Галерея

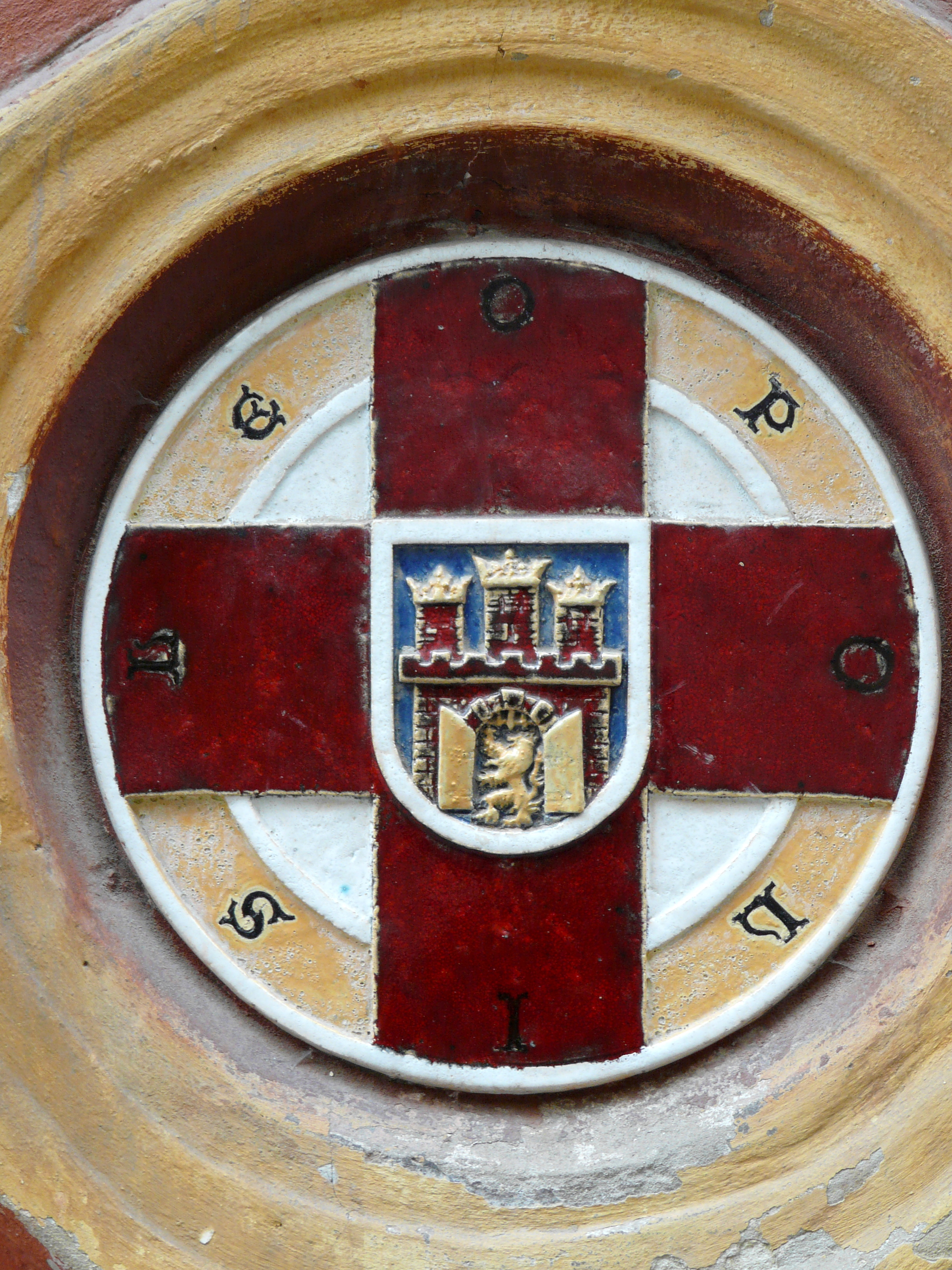
Одна з двох декоративних ніш першого поверху
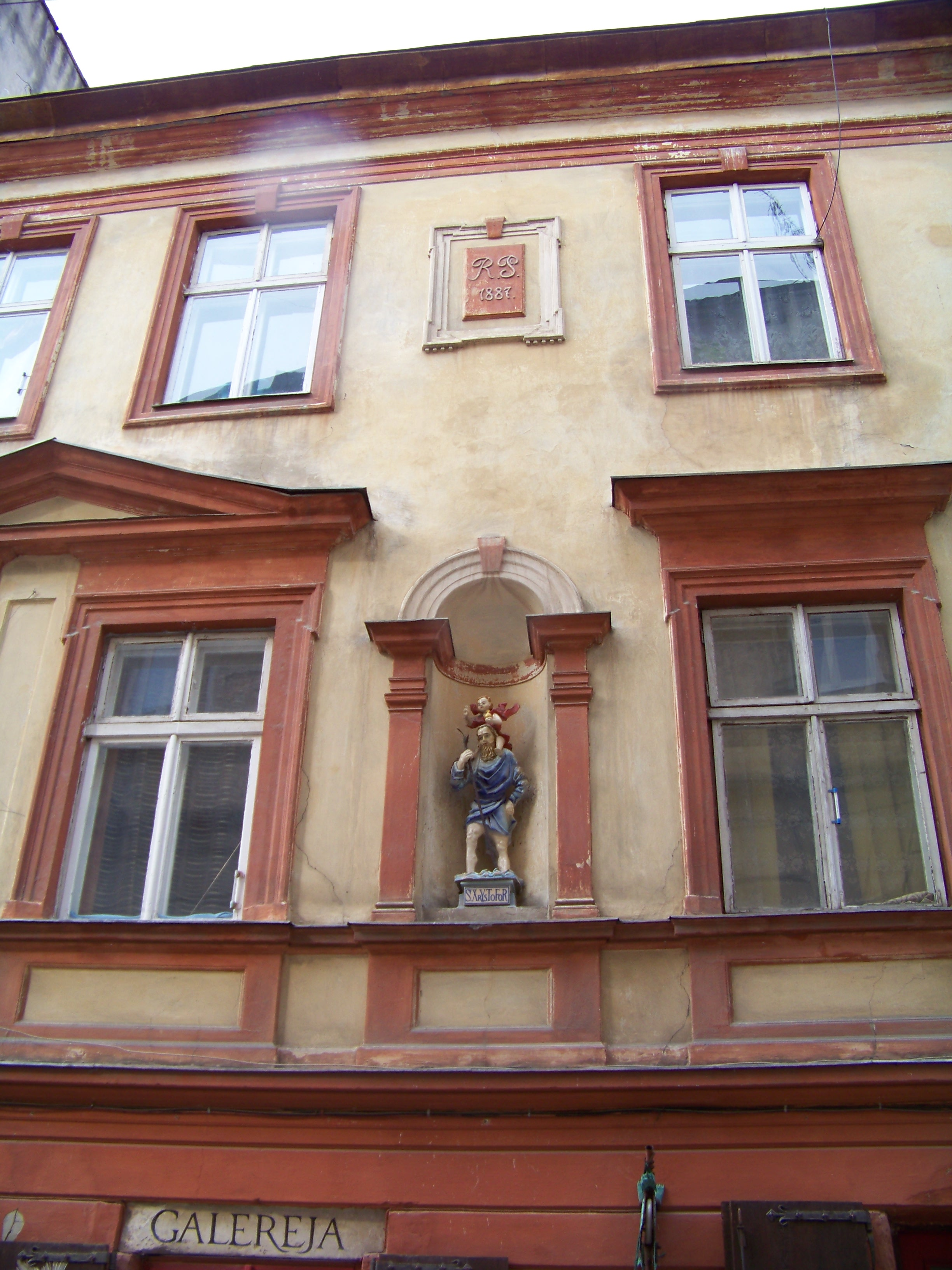
Ніша із Святим Христофором і пам'ятна табличка
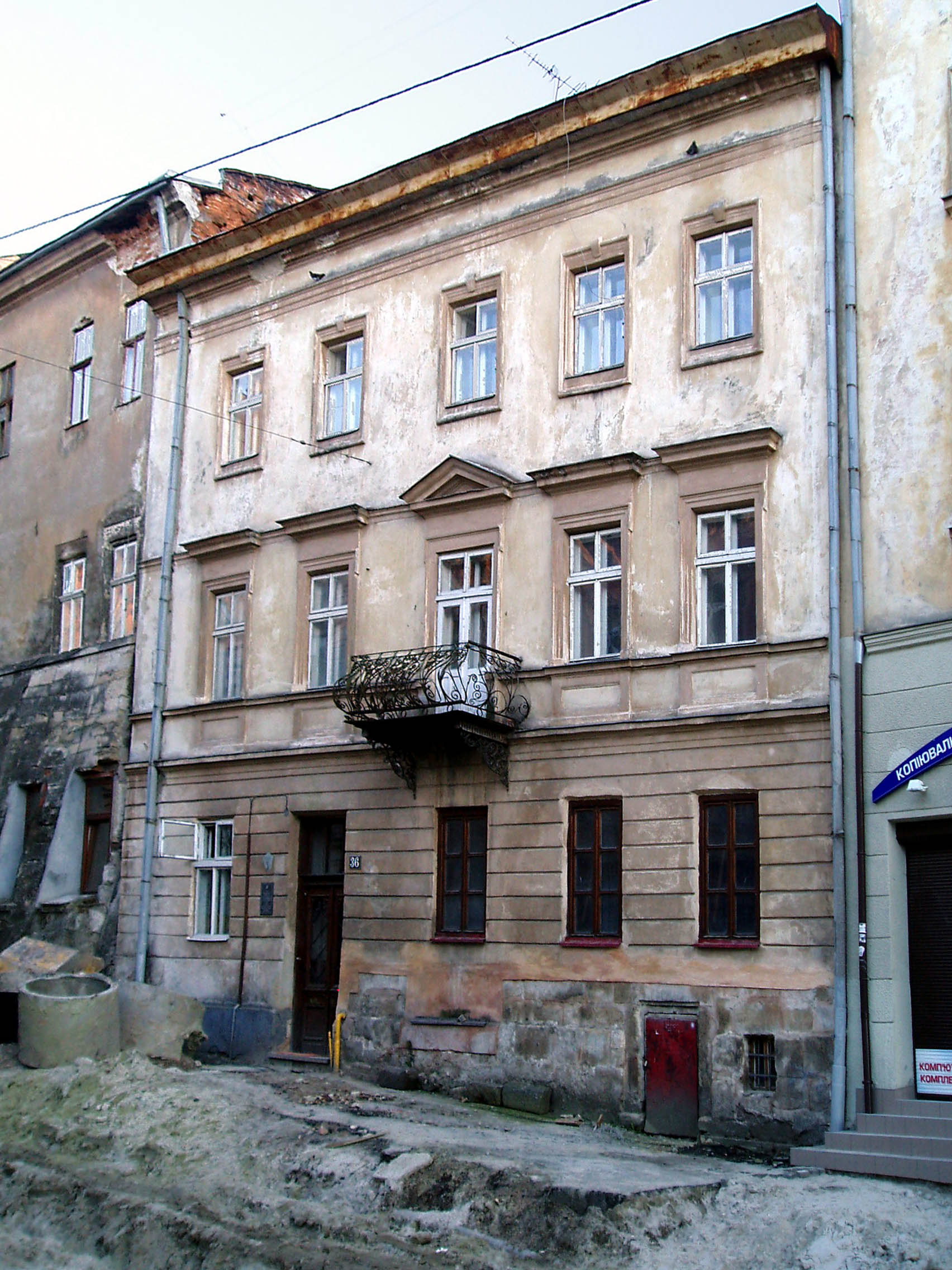
Тильний фасад
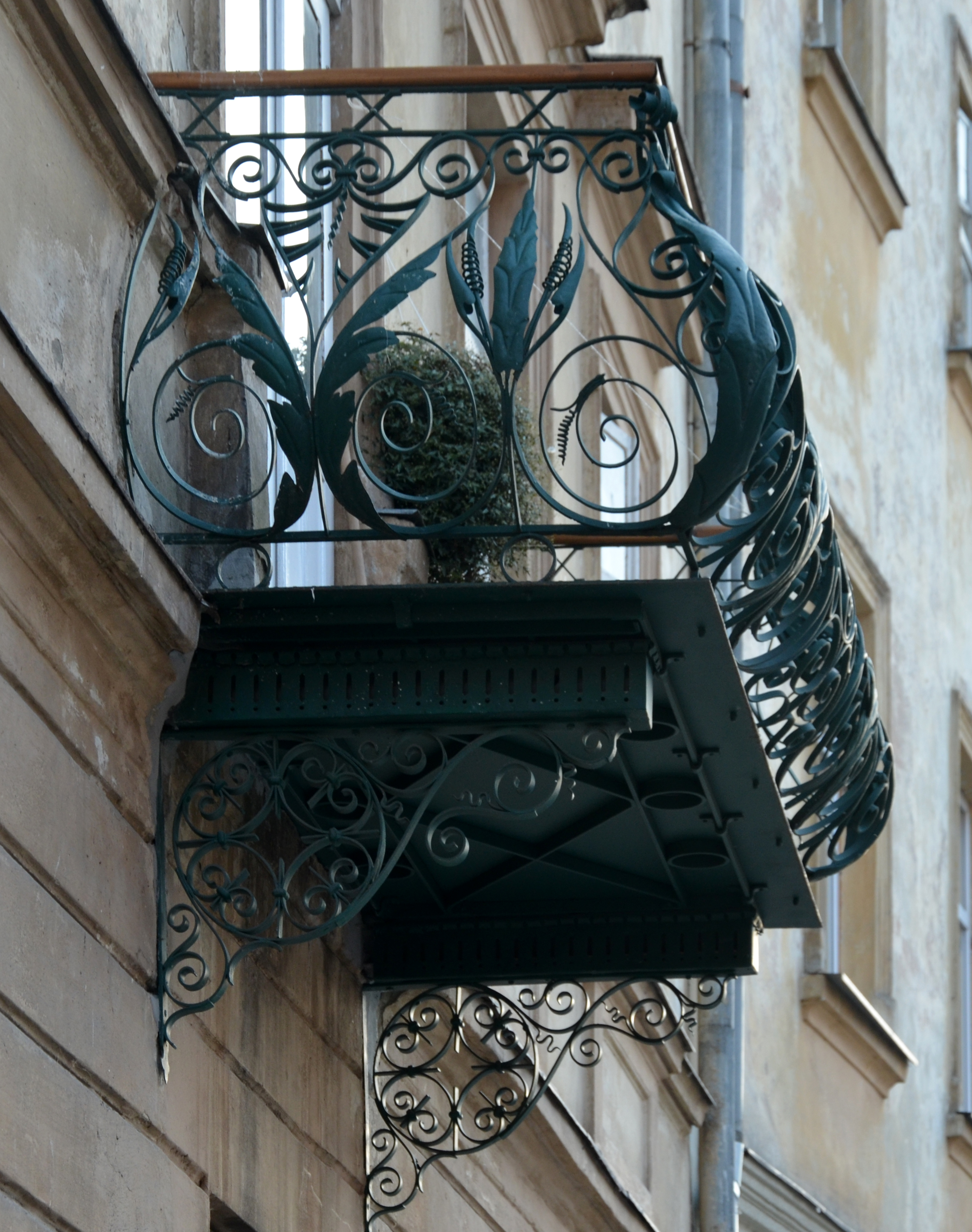
Балкон на тильному фасаді